# Odontophlugis pehlkei
Odontophlugis pehlkei är en insektsart som först beskrevs av Kästner 1932.  Odontophlugis pehlkei ingår i släktet Odontophlugis och familjen vårtbitare. Inga underarter finns listade i Catalogue of Life.